# Erdélyi Lajos (fotóművész, 1929–2020)
Erdélyi Lajos (Marosvásárhely, 1929. május 17. – Budapest, 2020. március 23.) magyar újságíró, fotóművész.

## Életútja
Zsidó családban született, édesanyja és húga a holokauszt áldozata lett Auschwitzban, az édesapa és a fiú, Erdélyi Lajos – nagy megpróbáltatások árán menekült meg. Tanulmányait Marosvásárhelyen és Kolozsvárt végezte, a Bolyai Tudományegyetem közgazdasági karán szerzett diplomát 1950-ben. Esztergályosként is kellett dolgoznia, annak ellenére, hogy diplomája volt, majd az Új Út és a Dolgozó Nő szerkesztőségébe került, s fényképész volt az akadémia kolozsvári fiókjánál; 1958-ban lett a marosvásárhelyi Művészet, majd az Új Élet munkatársa. Bel- és külföldi riportokat, fotóelméleti és fotóesztétikai cikkeket írt, többször szót emelt egy korszerű fotómúzeum felállításáért. A Hét, Korunk, Művelődés és több napilap munkatársa. Művelődéstörténeti szempontból úttörő tudományos igényű érdeklődése a hazai fotóművészet történeti hagyományai iránt.
Orbán Balázs – Székelyföld képekben (Sütő András előszavával, 1971) c. alatt Orbán Balázs száz év előtti fényképfelvételeit tette közzé tanulmányszámba menő előszó kíséretében; Orbán Balázs restaurált fényképeiből kiállítást rendezett Székelyudvarhelyen, s Orbán Balázsról, a fényképészről filmet készített a Román Televízió magyar adása számára (1979). Hasonló sikerrel dolgozta fel és adta ki Teleki Samu (Teleki Sámuel) jeles erdélyi Afrika-kutatónak a múlt század második felében készült belső-afrikai eredeti fényképfelvételeit, együtt az útitárs Höhnel Lajos (Ludwig von Höhnel) pozsonyi tengerésztiszt egykorú feljegyzéseivel (Teleki Samu Afrikában, 1977). Hozzájárult a fotó és irodalom kapcsolatának fejlesztéséhez is. Gazdag fotóanyaggal kísérte Marosi Ildikó húsz romániai magyar íróval készített interjúit a Közelképek c. kötetben (1974), s a romániai magyar írókról és képzőművészekről készített portréit kiállította a Korunk (1976) és az Új Élet (1977) galériájában. Önálló kötetei: Régi zsidó temetők művészete (1980); Orbán Balázs összes fényképe a Székelyföldről. (Sajtó alá rendezte, bevezette Erdélyi Lajos, 1993); A túlélés műhelyei (2009)
1988-ban áttelepült Magyarországra, cikkeit 1992-ig a Magyar Nemzetben publikálta. 2009-ben művészportréiból rendeztek fotókiállítást a Békés Megyei Jókai Színház Vigadó Galériájában.
2023-ban Erdélyi Lajos hagyatékát, életművét a család a budapesti Blinken OSA Archívum ban helyezte el. Az OSA feldolgozza, archiválja és kutathatóvá teszi a teljes életművet.

## Tanulmányok
- Bolyai Tudomány Egyetem, Kolozsvár. Jog- és Közgazdaság Tudományi Kar. Államvizsga, 1947–1950
- Bolyai Tudomány Egyetem, Kolozsvár. Történelem – Filozófiai kar, 1950–1952

## Munkahelyek
- Új Út Szerkesztőség, hetilap, Kolozsvár, szerkesztő, 1949-1953
- Vasúti Főműhely, Kolozsvár, esztergályos tanonc, 1953
- Dolgozó Nő Szerkesztőség, havilap, szerkesztő, Kolozsvár, 1954-1957
- Archeológiai Intézet, Kolozsvár, fotólaboratórium, 1957-1958
- Művészet, majd Új Élet szerkesztőség, képes folyóirat, fotoriporter, Marosvásárhely, 1958-1988
- Áttelepült Magyarországra
- Nyugdíjas, 1988–

## Nyomtatásban megjelent kötetei
- Orbán Balázs – Székelyföld képekben. Kriterion Kiadó, Bukarest, 1971
- Közelképek. Húsz romániai magyar író (Marosi Ildikóval közösen), Kriterion Kiadó, Bukarest, 1974
- Teleki Samu Afrikában. Kriterion Kiadó, Bukarest, 1977
- Régi zsidó temetők művészete. Kriterion Kiadó, Bukarest, 1980
- Portrék. Erdélyi Lajos fotói. (Szöveg: Bodor Pál). Petőfi Irodalmi Múzeum, 1991
- Az Élők Háza. (The House of the Living). Héttorony Könyvkiadó, Budapest, 1992
- Orbán Balázs összes fényképe a Székelyföldről. A bevezető tanulmányt írta: Erdélyi Lajos Balassi Kiadó – Magyar Fotográfiai Múzeum, Budapest. 1993
- „Palackposta” az utókornak. Balassi Kiadó, Budapest, 1998, Holló Imre rajzai, Erdélyi Lajos írása (magyar, angol, német kiadások)
- Erich Hoffmann fotóalbum. Összeállította és az előszót írta: Erdélyi Lajos.  Enciklopédia Verlag, Budapest. 1999
- Túlélés, egy fotográfus visszaemlékezése, Survival, Memories of a Photographer, Lauder könyvek, Aurora Kiadó, Budapest, 2006
- A túlélés műhelyei. Korunk, Komp-Press. Kolozsvár, 2009
- Túlélés. Egy fotográfus visszaemlékezése; 2. bőv. kiad.; Zachor, Bp., 2012 (Emlékezem)
- Survival. A photographer remembers; angolra ford. Jim Tucker; Zachor, Bp., 2014 (I remember)

## Elismerései
- Kulturális Érdemrend IV. oszt. 1969
- ARTIST FIAP (Federation International de l’Art Photographic). 1974
- Scheiber Sándor-díj, 2011
- Magyar Zsidó Kultúráért Életmű díj, 2019
- PRO URBE-díj Marosvásárhely, 2019

## Szakmai és művészeti szervezeti tagságai
- Romániai Újságíró Szövetség
- Romániai Fotóművész Szövetség
- MAGYAR Újságírók Szövetsége
- Magyar Fotóművészek Szövetség

## Fotográfiai munkássága

### Csoportos kiállítások
- Romániában
- Marosvásárhely
- Kolozsvár
- Nagyvárad
- Petrozsény
- Temesvár
- Szeben
- Craiova
- Bukarest
- Nemzetközi helyszíneken
- Bukarest, 1959; 1969
- Hongkong, 1960
- Jaú – Brazilia, 1967
- Photeurop (Bruxelles, Paris, Lausanne), 1966
- Herrsching, NSzK, 1968
- Barreiro, Portugal, 1968
- Tokyo, Japán, 1969
- Laurenco Marques, Mocambique, 1970
- San Jose, California, Mexico, 1970

### Egyéni kiállítások
- Romániában
  - Bukarest, Petőfi Ház, Életképek, 1970
  - Szalonta, Kultúrház, Íróportrék, 1975
  - Új Élet Galéria, Életképek, Marosvásárhely, 1976
  - Korunk Galéria, Kolozsvár, Íróportrék, 1976
  - Sepsiszentgyörgy, Kultúrház, Íróportrék, 1977
  - Székelyudvarhely, Múzeumi Hét, Művészportrék, 1980
  - Képzőművész portrék, Bukarest, Petőfi Ház, 1982
  - Új Élet Galéria, Marosvásárhely, 1982
  - Régi zsidó temetők művészete, Kolozsvár, 2006

- Magyarországon
  - ÍRÓPORTRÉK, Budapest, Petőfi Irodalmi Múzeum, 1991
  - Erdélyi arcok, sorsok, Sümeg, 1992
  - Közelképek, EVIG Üzemek Kultúrháza, Budapest, 1994
  - Erdélyi templomok, útszéli szentek, Pázmány Péter Katolikus Egyetem, Budapest, 1992
  - RÉGI ZSIDÓ TEMETŐK NÉPMŰVÉSZETE, Budapest – City Galéria; B’nai Brith páholy, Budapest; Balassi Könyvesbolt;  Fészek Művészklub, Magyar Kultúra Alapítvány, Paks, Pécs  Janus Pannonius Tudomány  Egyetem; Győr, Xantus János Múzeum; Tata, Kulturális Központ (1991–1998 között
  - Arcok és sorsok, Drakodent Galéria, Szombathely, 1993
  - A „hatvanas évek” – Erdélyi képzőművészek portréi, Ernst Múzeum, Budapest, 2001
  - Erdélyi Lajos portréi, Kolta Galéria, Budapest, 2008
  - Íróportrék Erdélyből, Békéscsaba, Gyula, 2009
  - Kettős kisebbségben, Csányi5 - Erzsébetvárosi Zsidó Történeti Tár, 2019
  - Erdélyi mozaik, ArtPhoto Galéria, 2019

- Egyéb nemzetközi helyszínen
  - Zsidó temetők népművészete, New-York, Magyar Főkonzulátus, 1993
  - Washington, Capitoleum, Cannon Rotunda, 1993
  - Arcok és sorsok, I. Magyar Ház, New York, 1994
  - Arcok és sorsok, II. Székely szombatosok, portrék, Magyar Ház, New York, 1995
  - Die Hauser der Lebendigen, Aachen, NSzK, 1996
  - The Old Jevish Cemetery, Birmingham, (USA), 2000
  - Kunst in der Alten Jüdischen Friedhöfen, Zsidó temetők népművészete,
  - Berlin, Collegium Hungaricum 2002; Riga, Lettország, 2011; Tallinn, Észtország, 2011

## Portréfilmek
- Romániai Magyar Televízió, Közelkép Erdélyi Lajossal, Csáki Zoltán, 1972; Cselényi László, 1994
- MTV „ÉS CSINÁLTAK MAGUKNAK FARAGOTT KÉPET” Tolmár Kata portréfilmje (The message of the stones), 1993
- Cselényi László, Kiállítás New Yorkban, Duna TV, 1993
- Jancsó Miklós:A kövek üzenete, Kárpátalja, 1994
- A palackposta üzenete, Duna TV, Marosi Péter, 1998
- A 80. éves E. L. Duna TV, Marosi Péter, 2009
- Arcélek, Csáky Zoltán filmje, Duna TV, 2009
- „LALÓ” – Jávor István dokumentum filmje, 2010

## Fényképei közgyűjteményekben
- Magyar Nemzeti Múzeum, Budapest
- Magyar Fotográfiai Múzeum, Kecskemét
- Petőfi Irodalmi Múzeum, Budapest
- Erdélyi Tudományos Egyesület, Kolozsvár
- Diaspora Múzeum, Tel Aviv, Izrael
- Magyar Földrajzi Múzeum Érd
- Városi Múzeum, Székelyudvarhely, Románia